# Asa S. Bushnell

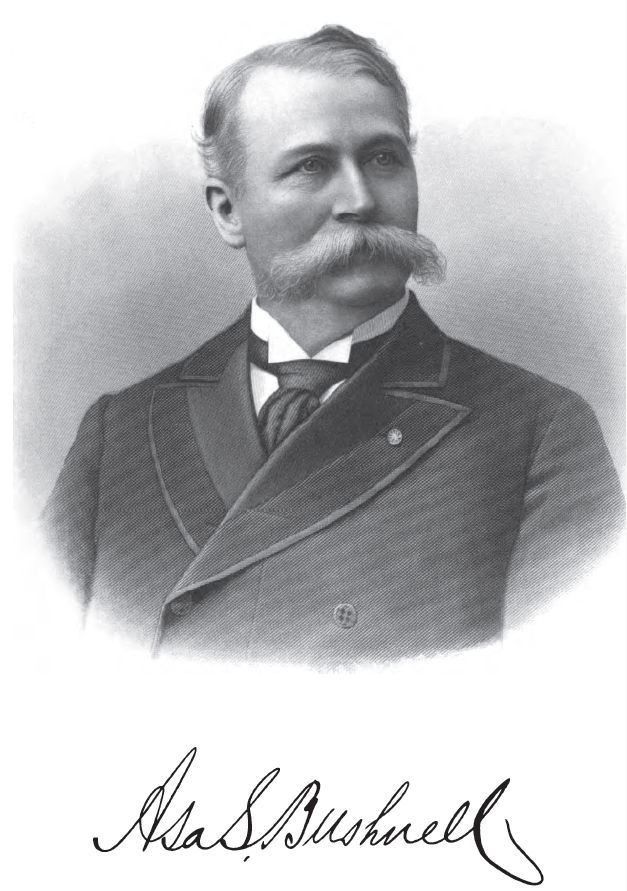
Asa S. Bushnell

Asa Smith Bushnell (* 16. September 1834 in Rome, Oneida County, New York; † 15. Januar 1904 in Springfield, Ohio) war ein US-amerikanischer Politiker und von 1896 bis 1900 der 40. Gouverneur des Bundesstaates Ohio.

## Frühe Jahre und wirtschaftlicher Aufstieg in Ohio
Asa Bushnell besuchte die örtlichen Schulen seiner Heimat. Noch als Jugendlicher zog er nach Springfield in Ohio. Dort arbeitete er in einem Ladengeschäft. Drei Jahre später wurde er Buchhalter in einer renommierten Firma und im Jahr 1857 wurde er Partner seines Schwiegervaters, der eine Apotheke betrieb. Seine geschäftliche Karriere wurde im Jahr 1864 durch seine Teilnahme am Bürgerkrieg unterbrochen. In der Armee brachte er es bis zum Captain.
Einige Jahre nach dem Krieg gründete er mit einem Partner eine Firma, die Mähgeräte verkaufte. Diese Artikel waren in der von der Landwirtschaft geprägten Gegend sehr gefragt. Durch den florierenden Handel wurde Bushnell bald ein reicher Geschäftsmann, der seine Interessen auch auf andere Gebiete ausweitete. Im Lauf der Zeit wurde er sowohl im Bankgeschäft als auch bei der Eisenbahn beteiligt. Zeitweise war er sogar Präsident der First National Bank of Springfield und der Springfield Gas Company. Auch an einigen Industriefirmen hielt er Beteiligungen. Als gegen Ende des 19. Jahrhunderts Telefonfirmen und Straßenbahnen aufkamen, war Bushnell auch an solchen Firmen beteiligt.

## Politische Laufbahn
Bushnell war Mitglied der Republikanischen Partei. Im Jahr 1882 wurde er in den Stadtrat von Springfield gewählt. 1885 war er Wahlkampfmanager von Joseph B. Foraker, der in diesem Jahr zum Gouverneur von Ohio gewählt wurde. Im gleichen Jahr war er Vorsitzender der Republikaner in Ohio. 1895 wurde er mit Unterstützung von Foraker als republikanischer Kandidat für die Gouverneurswahl nominiert. Bei der eigentlichen Wahl gelang es ihm, den ehemaligen Gouverneur James E. Campbell, den Kandidaten der Demokratischen Partei, zu schlagen.
Asa Bushnell trat sein neues Amt am 13. Januar 1896 an. Nach einer Wiederwahl im Jahr 1897 konnte er es bis zum 8. Januar 1900 ausüben. In seiner Amtszeit wurde in Ohio das Leistungsprinzip (Civil Service Merit System) für den öffentlichen Dienst eingeführt. Die Arbeitsschutzgesetze wurden verbessert und der sogenannte Valentine Anti-Trust Act wurde verabschiedet. Dieses gegen die Monopolkonzerne gerichtete Gesetz untersagte unter anderem Preisabsprachen. Auch die Praktiken der Standard Oil Company von John D. Rockefeller wurden gerichtlich untersucht. In Bushnells Amtszeit brach im Jahr 1898 der Spanisch-Amerikanische Krieg aus. Bushnell unterstützte den Krieg und war stolz darauf, dass Ohio der erste Bundesstaat war, der ein Freiwilligenregiment ausgehoben hatte.

## Weiterer Lebenslauf
Nach dem Ende seiner Gouverneurszeit zog sich Bushnell aus der Politik zurück. Er blieb aber weiterhin geschäftlich aktiv. Asa Bushnell verstarb am 15. Januar 1904. Er war mit Ellen Ludlow verheiratet, mit der er drei Kinder hatte.